# Хеджази, Нассер
Нассер Хеджази (перс. ناصر حجازی‎, азерб. Nasir Hicazi; 19 декабря 1949, Тегеран, Иран — 23 мая 2011, там же) — иранский футболист и тренер азербайджанского происхождения, игрок (1968—1980) и капитан (1980) национальной сборной Ирана, второй лучший голкипер Азии XX века.

## Футбольная карьера
Вратарь. Выступал за клубы Тегерана «Надар», «Эстеглал/Тадж», «Шахбаз», «Мохаммедан» (Дакка, Бангладеш). В 1968—1980 выступал за сборную Ирана. Победитель Кубка Азии 1972, 1976. Тренировал «Эстеглал» (чемпион Ирана 1998).
Хеджази принимал участие в турнирах Мюнхенской и Монреальской олимпиад, а также чемпионата мира 1978 года.
Закончил карьеру игрока в 1987 году. После этого тренировал разные команды в Иране и Бангладеш.

## Политическая карьера
В 2004 году объявил о своем выдвижении на президентских выборах 2005 года. Затем заявил о поддержке Али Акбара Хашеми Рафсанджани, в 2009 году выступил на стороне либерального кандидата Мир-Хосейна Мусави.

## Достижения
Игрока
- 1969/1970: «Тадж» — чемпион азиатского клубного чемпионата
- 1970/1971: «Тадж» — чемпион Тегерана
- 1974/1975: «Тадж» — чемпион Ирана
- 1976/1977: «Тадж» — обладатель Кубка Ирана
- 1978/1979: «Шахбаз» — осенний чемпион Ирана (первенство не было завершено из-за исламской революции)
- 1986/1987: «Мохаммедан» (Дакка, Бангладеш) — чемпион Бангладеш.
- Победитель Кубка Азии: 1972, 1976

Тренера
- 1987/1988: «Мохаммедан» Дакка — чемпион Бангладеш.
- 1988/1989: «Мохаммедан» Дакка — чемпион Бангладеш.
- 1997/1998: «Эстеглал» (Тегеран) — чемпион Ирана.